# باول جاي موريسون
باول جاي موريسون (بالإنجليزية: Paul J. Morrison)‏ هو محامي أمريكي، ولد في 1 يونيو 1954 في دودج سيتي في الولايات المتحدة.